# Alfeu (mitologia)

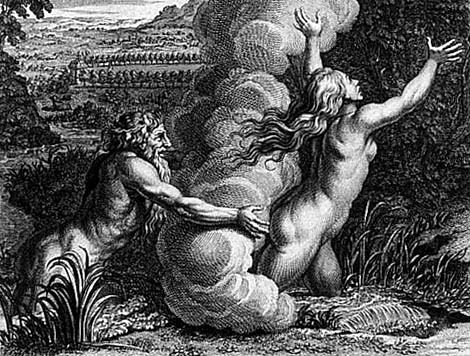
Alfeu perseguindo Aretusa.
Bernard Picart.

Alfeu (em grego: Αλφειός, Alpheiós) é um Potamos Theos, deus do rio, da mitologia grega, filho de Oceano e Tétis.
Alfeu apaixonou-se pela ninfa Aretusa e a perseguiu até à Sicília, por dentro da terra, acabando por unir-se a ela, metamorfoseada em uma fonte (Pausânias: v. 7.2),.
No mito de Héracles o heroi grego desvia suas águas com o objetivo de limpar os estábulos do rei Augias, uma de suas doze tarefas.
Numa certa feita Alfeu enamorou-se por Ártemis e, perseguindo-a através da Grécia até que ela, chegando a Letrini, na Élida (ou, segundo alguns, mais distante ainda - na ilha de Ortígia, próximo de Siracusa), pintou seu rosto e o de todas as suas ninfas com um barro branco, de tal forma que ele não pudesse mais distingui-la entre todas elas. Alfeu foi, então, obrigado a se retirar, sob a ruidosa gargalhada daquelas que o enganaram.
Alfeu é o mais notável dos rios gregos, e tem na letra alfa a indicação desta primazia. Seu mito encontra-se ligado, como curso d'água, a vários eventos mitológicos; por exemplo, foi em suas margens que Apolo ensinou a Melampo como profetizar olhando as entranhas dos sacrifícios; ou, ainda, na sua confluência com o afluente Enipeo, por quem se apaixonara a jovem Tiro, foi onde a jovem apaixonada fora violada por Posidão.
Dentre seus filhos encontram-se:
- Orsíloco, filho de Telégone, filha de Fáris, filho de Hermes. Seus descendentes reinaram em Fáris, na Messênia, cidade fundada por Fáris.[5]
- Fegeu